# Arnulfo II de Flandes
Arnulfo II el Joven  (960 o 961 - 30 de marzo de 988), conde de Flandes desde 965 hasta su muerte. Era hijo de Balduino III y Matilde de Sajonia, hija de Herman, duque de Sajonia.
Balduino III falleció en 962, cuando Arnulfo era solamente un niño. Su abuelo, Arnulfo I gobernó el condado hasta su propia muerte en 965. A partir de este momento la regencia fue ejercida por el caballero Balduino Balso, que murió en 973.
Arnulfo II llegó a la mayoría de edad en 976. Flandes había perdido durante su minoría parte de los territorios adquiridos por Arnulfo el Viejo. El viejo conde había cedido partes de Picardía y la ciudad de Boulogne-sur-Mer al rey Lotario de Francia para asegurar la sucesión a su nieto. El rey francés aprovechó la corta edad del nuevo conde para apoderarse del Ponthieu y cederlo a Hugo Capeto. Mientras, Guines se convertía en condado independiente.
Arnulfo II contrajo matrimonio con Rozala de Ivrea, hija del rey Berengario II de Italia. Murió joven, siendo sucedido por su hijo, Balduino IV de Flandes.